# Nazareno Padellaro
Nazareno Padellaro (Mazzarino, 1892 – Roma, 1980) è stato un pedagogista, dirigente pubblico e scrittore italiano.

## Biografia
Si laureò in lettere e filosofia all'università di Roma con il massimo dei voti. 

### Nel fascismo
Nel 1923 vinse le olimpiadi della cultura, e si dedicò all'insegnamento. Fu quindi provveditore agli studi di Potenza    . Divenuto pedagogista di riferimento del regime fascista, fu provveditore agli studi del governatorato di Roma. Negli anni '30 fu uno dei più rappresentativi teorici della scuola di mistica fascista. Diresse importanti periodici magistrali, tra cui "Il Primato Educativo" . Fu autore dell'Inno dei figli della Lupa .Diresse il Centro didattico nazionale. Fu direttore, tra il 1939 e il 1943, della rivista Tempo di scuola, luogo di propaganda e di discussione del progetto politico pedagogico del ministro dell'educazione Giuseppe Bottai.
Fu individuato dal Bottai per la redazione del testo di terza classe di tutte le scuole elementari del Regno. Nel 1940 fu nominato direttore generale per le Scuole medie del Ministero dell'educazione nazionale.

### Nel dopoguerra
Con la caduta del fascismo fu imprigionato per un mese per la sua adesione al regime, ma nel 1948 fu richiamato al ministero dell'istruzione come presidente del consiglio di disciplina scolastica. Nominato dal ministro della pubblica istruzione Guido Gonella come direttore generale del ministero, fu uno dei protagonisti della lotta all'analfabetismo del dopoguerra. Fu artefice del programma Rai Non è mai troppo tardi .
Era padre della scrittrice Angela; di Rosa, docente ordinaria di Storia della Filosofia alla Sapienza di Roma e della musicologa Laura. Era anche zio del giornalista Antonio Padellaro .

## Opere
- Scuola fascista, Libreria del Littorio, 1927
- La scuola vivente, Paravia, 1930
- Scuola e rivoluzione, Sansoni, 1933
- Il libro della terza classe elementare: letture, Libreria dello Stato, 1936
- Contatti e contagi mentali, Edizioni Paoline, 1956
- Il sandalo di Empedocle, Salvatore Sciascia editore, 1956
- Pio XII, SAIE, 1956
- Temi e motivi di pedagogia, Cappelli, 1958
- La comicità del Manzoni, Cappelli, 1962